# نازرين ناوي
نازرين ناوي (7 فبراير 1988 في ماليزيا - ) هو لاعب كرة قدم ماليزي في مركز جناح ‏. شارك مع منتخب ماليزيا لكرة القدم. أما مع النوادي، فقد لعب مع نادي جوهر دار التعظيم وUPB-MyTeam F.C. ‏ ونيجري سمبيلان ‏ وPLUS F.C. ‏ وKuala Lumpur Football Association ‏.

## روابط خارجية
- نازرين ناوي على موقع قاعدة بيانات كرة القدم.إي يو (الإنجليزية)
- نازرين ناوي على موقع ناشيونال فوتبول تيمز (الإنجليزية)
- نازرين ناوي على موقع Soccerway.com (الإنجليزية)